# Habo (comuna)
Habo (em sueco: Habo kommun) é uma comuna da Suécia localizada no condado de Jönköping. Sua capital é a cidade de Habo. Possui 328 quilômetros quadrados e segundo censo de 2022, havia 13 128 habitantes.
Está situada na margem oeste do lago Vättern

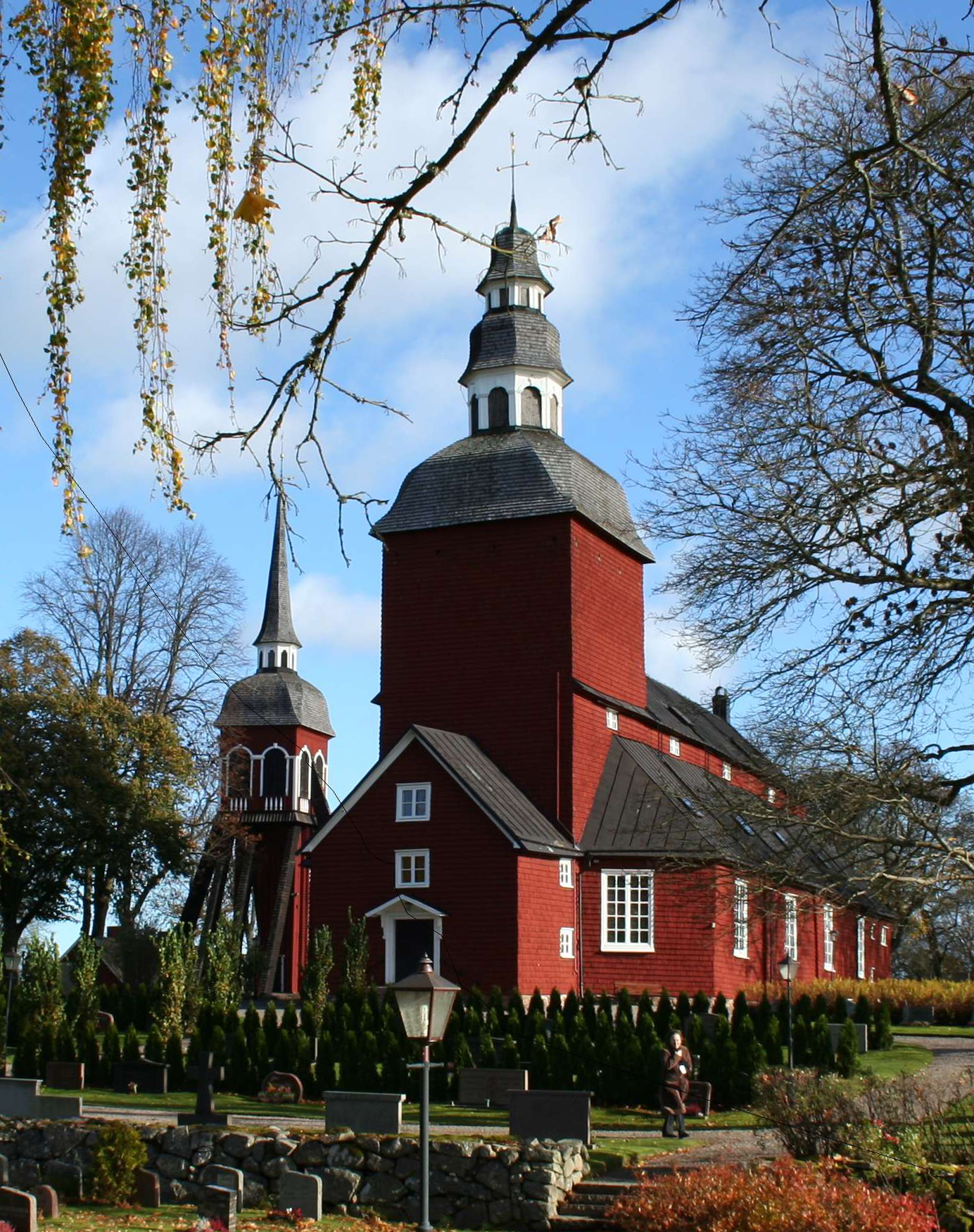
A igreja de Habo, a 5 km da cidade de Habo